# Loro Boriçi

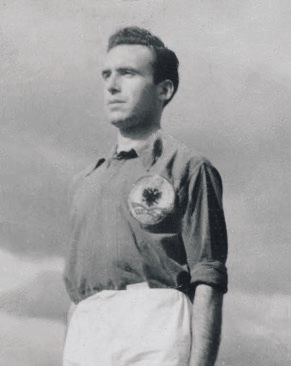
Loro Boriçi vor dem Final des Balkan-Cup 1946 gegen Rumänien

Loro Boriçi (* 10. August 1922 in Shkodra; † 28. April 1984 in Tirana) war ein albanischer Fußballspieler und -trainer. Er spielte auf der Position eines Mittelfeldspielers.

## Laufbahn
Loro Boriçi begann seine Karriere in seiner Heimatstadt bei KS Vllaznia Shkodra, wo er von 1937 bis 1941/42 spielte. Zur Saison 1941/42 wechselte der Albaner zu Lazio Rom in die italienische Serie A. Hier spielte er insgesamt zwei Spielzeiten und kam dabei auf 18 Einsätze und 3 Tore. Nach der Saison 1942/43 kehrte Boriçi wieder zu seinem Stammverein zurück, wo er bis 1948 blieb. Danach wechselte er in die Hauptstadt zu Partizani Tirana, wo er 1957 seine Karriere beendete.
Von 1957 bis 1976 war Loro Boriçi Nationalmannschaftstrainer von Albanien. Er betreute das albanische Team auch im EM-Qualifikationsspiel Albanien – Deutschland aus dem Jahr 1967, welches als die Schmach von Tirana in die deutsche Fußballgeschichte einging. Im ungefähr gleichen Zeitraum war er auch Trainer von Partizani.
Heute ist das Stadion von Shkodra, Heimstadion von Vllaznia Shkodra, nach ihm benannt.

## Vereine
- KS Vllaznia Shkodra (1937 – 1941/42)
- Lazio Rom (Serie A 1941/42 4 Spiele – 0 Tore)
- Lazio Rom (Serie A 1942/43 14 Spiele – 3 Tore)
- KS Vllaznia Shkodra (1942/43 – 1948)
- FK Partizani Tirana (1948 – 1957)

## Zusammenfassung
- Serie A 18 Spiele – 3 Tore

Total: 18 Spiele – 3 Tore

## Nationalmannschaft
- Debüt: Jugoslawien (2:3 in Tirana) – 7. Oktober 1946
- Abschied: Polen (2:0 in Tirana) – 29. November 1953
- Gesamt: 24 Spiele – 6 Tore